# Single numer jeden w roku 1988 (Japonia)
Notowanie Weekly Singles Chart (jap. 週間シングルチャート Shūkan Shinguru Chāto) przedstawia najlepiej sprzedające się single w Japonii. Publikowane jest ono przez magazyn Oricon Style, a dane kompletowane są przez Oricon w oparciu o cotygodniowe wyniki sprzedaży fizycznej singli. Poniżej znajdują się tabele prezentujące najpopularniejsze single w danych tygodniach w roku 1988.

## Oricon Weekly Singles Chart
| Data            | Utwór                                                    | Wykonawca          | Źródło |
| --------------- | -------------------------------------------------------- | ------------------ | ------ |
| 4 stycznia      | „Glass no jūdai” (jap. ガラスの十代)                     | Hikaru Genji       | [ 1 ]  |
| 11 stycznia     | „Glass no jūdai” (jap. ガラスの十代)                     | Hikaru Genji       | [ 1 ]  |
| 18 stycznia     | „Glass no jūdai” (jap. ガラスの十代)                     | Hikaru Genji       | [ 1 ]  |
| 25 stycznia     | „Kaze no LONELY WAY” (jap. 風のLONELY WAY)               | Kiyotaka Sugiyama  | [ 1 ]  |
| 1 lutego        | „Stranger tonight” (jap. ストレンジャーtonight)          | Yōko Oginome       | [ 1 ]  |
| 8 lutego        | „AL-MAUJ”                                                | Akina Nakamori     | [ 1 ]  |
| 15 lutego       | „AL-MAUJ”                                                | Akina Nakamori     | [ 1 ]  |
| 22 lutego       | „Kanpai” (jap. 乾杯)                                     | Tsuyoshi Nagabuchi | [ 1 ]  |
| 29 lutego       | „You're My Only Shinin' Star”                            | Miho Nakayama      | [ 1 ]  |
| 7 marca         | „Tokiki de Net” (jap. 吐息でネット)                      | Yōko Minamino      | [ 1 ]  |
| 14 marca        | „Tokiki de Net” (jap. 吐息でネット)                      | Yōko Minamino      | [ 1 ]  |
| 21 marca        | „Paradise ginga” (jap. パラダイス銀河)                   | Hikaru Genji       | [ 1 ]  |
| 28 marca        | „Paradise ginga” (jap. パラダイス銀河)                   | Hikaru Genji       | [ 1 ]  |
| 4 kwietnia      | „Paradise ginga” (jap. パラダイス銀河)                   | Hikaru Genji       | [ 1 ]  |
| 11 kwietnia     | „Paradise ginga” (jap. パラダイス銀河)                   | Hikaru Genji       | [ 1 ]  |
| 18 kwietnia     | „Paradise ginga” (jap. パラダイス銀河)                   | Hikaru Genji       | [ 1 ]  |
| 25 kwietnia     | „Marrakech ~Marrakech~” (jap. Marrakech〜マラケッシュ〜) | Seiko Matsuda      | [ 1 ]  |
| 2 maja          | „C-Girl”                                                 | Yui Asaka          | [ 1 ]  |
| 9 maja          | „Stardust Dream” (jap. スターダスト・ドリーム)           | Yōko Oginome       | [ 1 ]  |
| 16 maja         | „C-Girl”                                                 | Yui Asaka          | [ 1 ]  |
| 23 maja         | „C-Girl”                                                 | Yui Asaka          | [ 1 ]  |
| 30 maja         | „TATTOO”                                                 | Akina Nakamori     | [ 1 ]  |
| 6 czerwca       | „TATTOO”                                                 | Akina Nakamori     | [ 1 ]  |
| 13 czerwca      | „FU-JI-TSU”                                              | Shizuka Kudō       | [ 1 ]  |
| 20 czerwca      |                                                          |                    | [ 1 ]  |
| 27 czerwca      | „Anata o ai shitai” (jap. あなたを愛したい)              | Yōko Minamino      | [ 1 ]  |
| 4 lipca         | „Diamond Harricane” (jap. Diamondハリケーン)             | Hikaru Genji       | [ 1 ]  |
| 11 lipca        | „Diamond Harricane” (jap. Diamondハリケーン)             | Hikaru Genji       | [ 1 ]  |
| 18 lipca        | „What's your name?”                                      | Shōnen-tai         | [ 1 ]  |
| 25 lipca        | „Ningyo hime” (jap. 人魚姫)                              | Miho Nakayama      | [ 1 ]  |
| 1 sierpnia      | „ANGEL”                                                  | Kyōsuke Himuro     | [ 1 ]  |
| 8 sierpnia      | „ANGEL”                                                  | Kyōsuke Himuro     | [ 1 ]  |
| 15 sierpnia     | „ANGEL”                                                  | Kyōsuke Himuro     | [ 1 ]  |
| 22 sierpnia     | „ANGEL”                                                  | Kyōsuke Himuro     | [ 1 ]  |
| 29 sierpnia     | „Cecil” (jap. セシル)                                    | Yui Asaka          | [ 1 ]  |
| 5 września      | „DAYBREAK”                                               | Otokogumi          | [ 1 ]  |
| 12 września     | „DAYBREAK”                                               | Otokogumi          | [ 1 ]  |
| 19 września     | „Tabidachi wa Freesia” (jap. 旅立ちはフリージア)         | Seiko Matsuda      | [ 1 ]  |
| 26 września     | „DAYBREAK”                                               | Otokogumi          | [ 1 ]  |
| 3 października  | „MUGO-n...iroppoi” (jap. MUGO・ん…色っぽい)              | Shizuka Kudō       | [ 1 ]  |
| 10 października | „MUGO-n...iroppoi” (jap. MUGO・ん…色っぽい)              | Shizuka Kudō       | [ 1 ]  |
| 17 października | „Aki karamo, soba ni ite” (jap. 秋からも、そばにいて)    | Yōko Minamino      | [ 1 ]  |
| 24 października | „Tsurugi no mai” (jap. 剣の舞)                           | Hikaru Genji       | [ 1 ]  |
| 31 października | „Tsurugi no mai” (jap. 剣の舞)                           | Hikaru Genji       | [ 1 ]  |
| 7 listopada     | „Tombo” (jap. とんぼ)                                    | Tsuyoshi Nagabuchi | [ 1 ]  |
| 14 listopada    | „Tombo” (jap. とんぼ)                                    | Tsuyoshi Nagabuchi | [ 1 ]  |
| 21 listopada    | „Jirettai ne” (jap. じれったいね)                        | Shōnen-tai         | [ 1 ]  |
| 28 listopada    | „Witches”                                                | Miho Nakayama      | [ 1 ]  |
| 5 grudnia       | „Tombo”                                                  | Tsuyoshi Nagabuchi | [ 1 ]  |
| 12 grudnia      | „Tombo”                                                  | Tsuyoshi Nagabuchi | [ 1 ]  |
| 19 grudnia      | „Tombo”                                                  | Tsuyoshi Nagabuchi | [ 1 ]  |
| 26 grudnia      | „Tombo”                                                  | Tsuyoshi Nagabuchi | [ 1 ]  |